# Áreas protegidas de Honduras

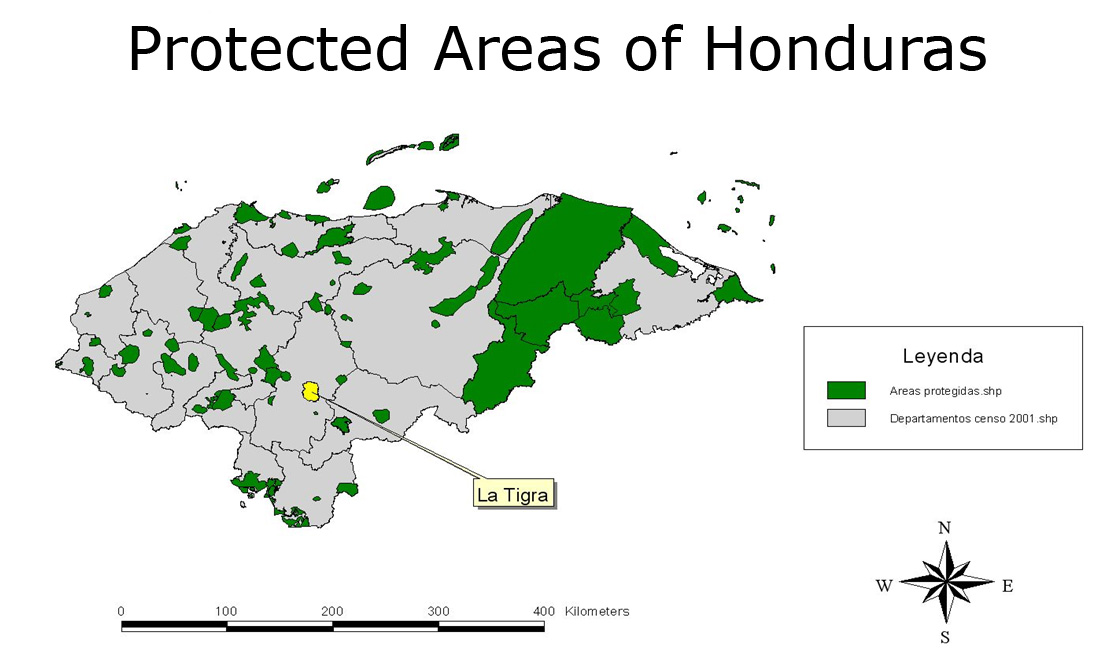
Áreas protegidas de Honduras, em 2009.

A República de Honduras é um dos países com grande quantidade de ecorregiões, e por isso conta com áreas protegidas que pertencem ao Estado de Honduras e que, portanto, são patrimônio de todos os cidadãos hondurenhos e formam um sistema nacional de áreas protegidas por lei nacional. Esses territórios correspondem, em 2008, a cerca de 16,1% da superfície nacional.
Ainda que a quantidade de parques nacionais, reservas naturais e monumentos naturais seja numerosa, seus números ainda pode aumentar dado que existem lugares de grande valor paisagístico ou ecológico, ou ambas questões ao mesmo tempo, que carecem ser integrados ao Sistema Nacional Hondureno de Áreas Protegidas. Este sistema, inclusive, pode incluir áreas culturais (arqueológicas, históricas ou de outro tipo).

## Sistema Nacional Hondureno de Áreas Protegidas

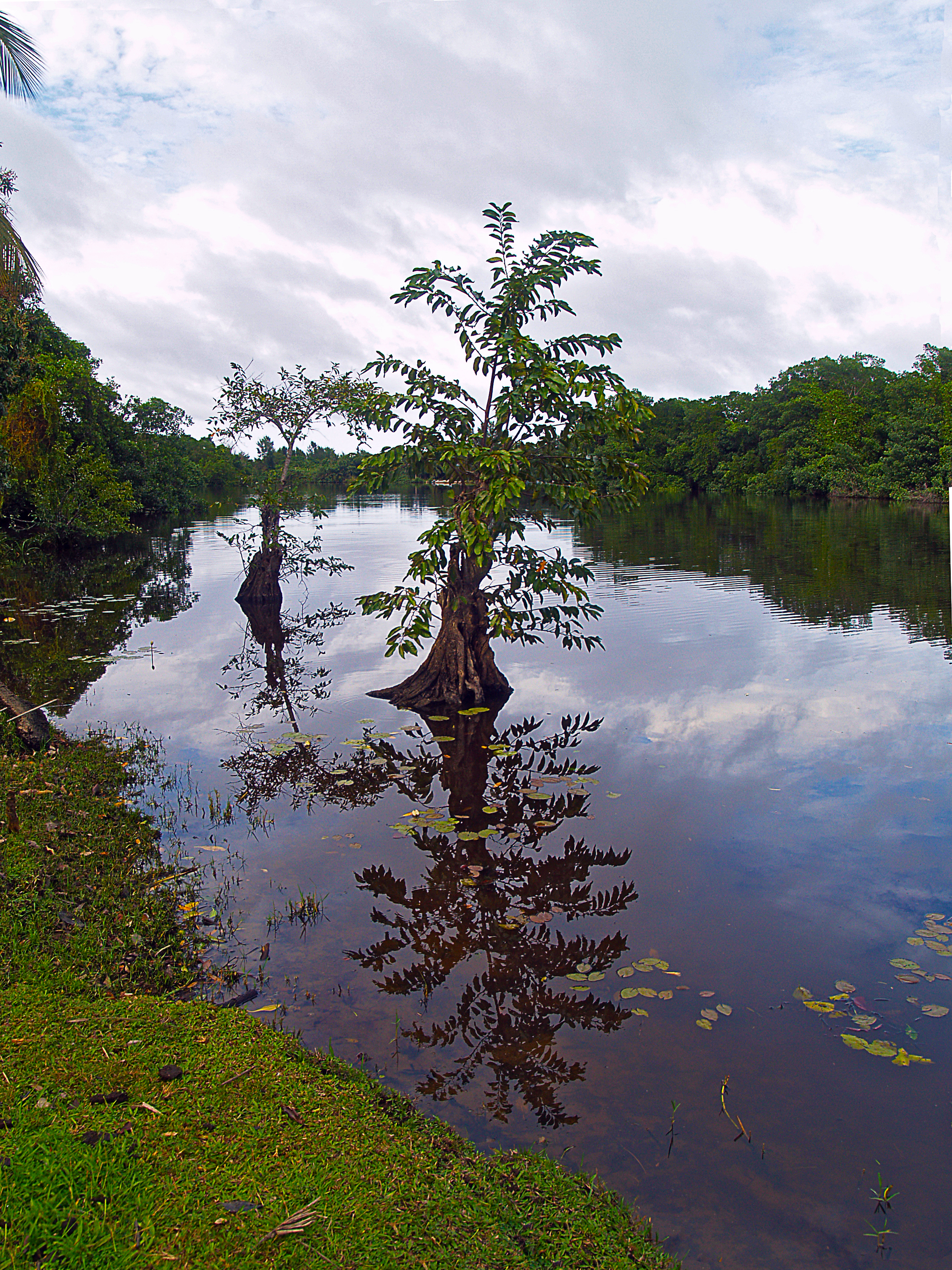
Parque Nacional Punta Izopo

O Sistema Nacional Hondureno de Áreas Protegidas conta com as seguintes categorias:
- Área protegida nacional: Esta categoria é muito ampla e abarca toda a zona na qual se protege, em diversos graus, a natureza e a cultura do país.
- Parque nacional (PN): os parquesnacionais de Honduras costumam ser, como sua denominação sugere, uma área natural de especial beleza paisajística, ou ainda de alto valor ecológico. Num parque nacional atividades antrópicas reduzem-se ao mínimo.
- Reserva natural (RN): as reservasnaturais costumam ser contíguas aos parques nacionais, ainda que em certos casos sejam áreas isoladas nas quais se preserva uma paisagem, um ecossistema ou uma espécie. Numa R.N. permitem-se atividades econômicas limitadas, que não afetem negativamente o patrimônio natural local.
- Monumento natural: Esta categoria inclui as zonas nas quais o interessante é ligado principalmente ao reino mineral, por exemplo geoformas (formações geológicas curiosas ou atraentes), bosques petrificados ou fósseis ou ainda paisagens geologicamente especiais.
- Parque natural marinho
- Reserva natural estrita: Zonas que são refúgio de espécies autóctones ou de ecossistemas sob grave risco.
- Reserva silvestre e educativa: Nesta categoria incluem-se, tal qual a denominação o indica, zonas que podem ser úteis para a educação sobre a conservação da natureza.
- Área marinha protegida (AMP): sectores oceânicos jurisdicionais da República de Honduras que requerem uma protecção

## Áreas protegidas do direito internacional
- Sítios Ramsar: Honduras é signatário da Convenção sobre as Zonas Húmidas de Importância Internacional, também chamada Convenção de Ramsar, e em 2008 o país contava com 6 áreas desse tipo.[2]
- Reservas da Biosfera: Elaborada no quadro do Programa Homem e Biosfera da UNESCO, o país conta com uma reservas da biosfera, Río Plátano.[2]